# Espacio conocido
Espacio conocido (Known Space en el original en inglés) es el escenario ficticio de cierta cantidad de novelas e historias cortas de ciencia ficción escritas por Larry Niven, entre las que se encuentran las novelas de Mundo Anillo. Es el nombre con que los humanos denominan un área en torno a la Tierra que ha sido explorado en una época futura. Comprende aproximadamente una esfera de radio 60 años luz en torno a la Tierra. Las historias relatadas se sitúan en una franja temporal de unos 1000 años de historia del futuro, desde las primeras exploraciones humanas del sistema solar hasta la colonización de docenas de sistemas vecinos (con algunas referencias al pasado de la serie). En este sentido, la complejidad del Espacio Conocido podría compararse con la del universo coherente en que Asimov sitúa muchas de sus historias, y que también comprende un lapso de historia muy largo.

## Especies
Durante el proceso de exploración del espacio, la raza humana tiene encuentros con varias especies inteligentes alienígenas, entre las que están:
- Kzinti: una numerosa y beligerante raza de extraterrestres felinos contra los que la humanidad ha luchado varias cruentas guerras interestelares. Sus tácticas son en cierta medida también de naturaleza felina, atacar y huir. El propio Niven escribió un poco sobre las guerras Kzin-Humanidad, aunque muchas de las historias se refieren a ellas como hechos del pasado. La colección de historias cortas Man-Kzin Wars está escrita principalmente por otros autores. Los Kzinti hicieron aparición en el universo de Star Trek en el episodio animado The Slaver Weapon, escrito por Larry Niven y que toma muchos elementos de su propia historia The Soft Weapon.
- Titerotes de Pierson: una raza de herbívoros trípedos tecnológicamente muy avanzada caracterizada por su cobardía (una obsesión casi paranoica por la seguridad personal, al parecer producto de la demostración científica de que los titerotes no tienen nada parecido a un alma, y que por tanto su vida terrenal es la única). Su imperio comercial controla de forma directa e indirecta sucesos en todo el Espacio Conocido y más allá, llegando incluso a revelarse que los titerotes están detrás de algunos de los acontecimientos más importantes de la historia de la humanidad y los kzin entre otros.
- Outsiders ("Forasteros" o "Exteriores"): extraterrestres frágiles, de baja temperatura corporal (beben helio líquido) que viajan a través del espacio profundo. Comercian con información, y son los responsables de que la Humanidad consiguiera la tecnología necesaria para viajar por encima de la velocidad de la luz. Tienen una misteriosa conexión con los starseed o "Vástagos de las Estrellas", unas formas de vida espaciales que viajan desde el centro de la galaxia, y a las que los Forasteros siguen.
- Pak: Raza origen de la humanidad. Los Pak pasan por dos fases durante su desarrollo, la primera como Criadores, en la cual su apariencia y costumbres son exactamente humanas. Cuando el criador alcanza la edad de 30-40 años y come la raíz del árbol de la vida se convierte en un Protector de sus descendientes. La tierra fue colonizada por un grupo de Protectores que huyeron de su planeta natal localizado cerca del centro de la galaxia, sin embargo, el árbol de la vida no pudo cultivarse en la tierra (por el bajo contenido de talio del suelo)y los criadores no pudieron transformarse en protectores; de allí la evolución paralela de la raza humana. Los Protectores Pak, de inteligencia superior a la humana, fueron los constructores del Mundo Anillo.
- Kdatlyno: una raza esclava de los Kzinti hasta que los humanos los liberan. Su percepción es a través de un sentido parecido al radar y crean esculturas con intención de ser percibidas de dicha forma por los de su raza, pero que también pueden ser sentidas por otras especies como los humanos y los titerotes.
- Thrintun: aparentemente una raza antigua extinguida hace mucho tiempo, que gobernaba la galaxia a través de control telepático. Son pequeños (aproximadamente 1 metro de altura), reptilianos, con piel verde escamosa, un solo ojo y dientes puntiagudos. Una de sus tecnologías, el campo de stasis, un artefacto en cuyo interior puede mantenerse indefinidamente el cuerpo cesando por completo las actividades vitales, para reanudarlas más adelante sin daño alguno. Esta tecnología aparece en varias historias de Niven.
- Grogs: unas criaturas con forma de conos peludos sin capacidad de movimiento. No tienen ojos ni orejas, y poseen una lengua prensil. También pueden controlar a otros animales telepáticamente. Se cree que podrían ser los descendientes de la especie Thrintun después de dos mil millones de años de proceso involutivo
- Tnuctipun: una antigua raza de carnívoros aparentemente extinta, contemporánea y esclavizada en su mayoría por los Thrintun. Se los conocía por su avanzada tecnología, especialmente en el campo de la ingeniería genética. Planearon en secreto derrocar a sus amos Thrintun usando muchas de sus creaciones. Cuando el éxito parecía asegurado, los Thrintun usaron un amplificador psíquico para forzar a toda las criaturas de la galaxia con un notocordas a suicidarse.
- Bandersnatchi: Criaturas gigantescas parecidas a gusanos, creadas originalmente por los Tnuctipun para ser criados como fuente de alimento por los Thrintun. Aunque estos pensaban que se trataba de una especie con una inteligencia meramente animal, los Tnuctipun los diseñaron en secreto como una especie muy evolucionada tanto mental como físicamente, en un plan para criarlos como un ejército para superar las fuerzas de los Thrintun. Aunque una vez se los pudo encontrar por todo el imperio Thrintun, los únicos supervivientes en la actualidad viven en el planeta Jinx, aunque más adelante se encuentran algunos también en Mundo Anillo, y en un planeta boscoso llamado Beanstalk.
- Trinocs: Llamados así por sus tres ojos. También poseen tres dedos y una boca triangular. Respiran metano y son una cultura paranoide, al menos para los estándares humanos. El primer ser humano en encontrarse con uno de ellos fue Louis Wu en la historia corta There is a Tide
- Marcianos: humanoides primitivos que viven bajo las arenas. Los Marcianos comienzan a arder en contacto con agua. En la novela Protector, los Marcianos sufrieron una intoxicación cuando Jack Brennan causó el choque de un asteroide de hielo contra la superficie de Marte. Todavía existen algunos Marcianos en el Mapa de Marte en el Mundo Anillo.
- Jotoki: seres sin capacidad de movimiento, con forma de pulpo, formados por la unión de 5 formas de vida anguilliformes y con capacidad de movimiento en un solo cerebro. Antaño gobernantes de un imperio interestelar, usaban a los Kzinti como guardaespaldas, pero estos se rebelaron y usaron la tecnología Jotoki para crear su propio imperio.
- Morlocks: Criaturas humanoides con una capacidad de movimiento reducida que viven en cavernas excavadas en el planeta Wunderland. Reciben su nombre por los seres de la novela de H. G. Wells La máquina del tiempo.
- Whrloo: Insectoides de un metro de alto con largos tentáculos acabados en ojos. Su planeta natal tiene una gravedad muy baja con una atmósfera de alta densidad. Nunca habían visto las estrellas hasta que aparecieron los Kzinti y los esclavizaron.

Aparecen también en algunas historias cetáceos inteligentes y algunas ramas paralelas de Homo sapiens, como los homínidos encontrados en el Mundo Anillo. La mayor parte de la vida del Espacio Conocido comparte la misma base química, ya que evolucionaron gracias a la práctica Thrintun de plantar los mundos vacíos que encontraban con levadura para alimentos.

## Lugares
Uno de los aspectos del Espacio Conocido es que la mayoría de los planetas humanos están colonizados por descendientes de la especie Homo sapiens. Durante la primera fase de la colonización interestelar humana (es decir, antes de que la Humanidad adquiriera el FTL), simples prototipos robóticos se enviaban a las estrellas cercanas para tantear nuevos planetas habitables. Su programación era muy rudimentaria: enviaban un mensaje de "bueno para colonizar" si encontraban un "punto" habitable, más que un planeta habitable en conjunto. Naves transportadoras (sleeper ships) conteniendo a los colonos con las constantes vitales suspendidas se enviaban a dichos sistemas solares. Demasiado a menudo tuvieron que apañárselas lo mejor que pudieron con situaciones bastante malas.
- La Tierra, planeta natal humano, se ha convertido en un lugar tan opresivo que la mayor parte de los habitantes del siglo XX no podrían reconocerlo. Durante siglos, debido al perfeccionamiento de la tecnología del trasplante de órganos, todas las ejecuciones de presos por parte del estado se ejecutan en hospitales para proveer de órganos para trasplantar, y para maximizar su disponibilidad, casi todos los crímenes se penan con la muerte. Este periodo termina cuando Jack Brennan, que había consumido raíz del Árbol-de-la-Vida y se había transformado en una versión humana de los Protectores Pak, usa su inteligencia superior para diseñar un cambio social en la tecnología médica y las actitudes sociales, que finalmente dejarán el trasplante de órganos obsoleto. Parte de la manipulación de Brennan consistió en el desarrollo de una ciencia conocida como psychistry, usada para "corregir" todas las formas de "aberración mental". Para combatir la superpoblación (estimada en 18 mil millones de habitantes), se requiere una licencia para procrear, solo accesible después de exhaustivos tests que determinen que el sujeto está libre de "anormalidades". Fracasar en el intento de obtener una antes de procrear es un crimen capital. Debido a la existencia del transfer booth y de la existencia de un lenguaje y economía comunes a nivel mundial, la población acaba siendo basntante homogénea genéticamente. Para prevenir el desarrollo de nuevas armas de destrucción masiva, toda investigación científica está regulada y aquellos estudios potencialmente peligrosos, eliminados. Ha habido muy pocas rupturas en la ciencia desde el siglo XX. Un término habitual para designar a los nacidos en la Tierra es Flatlander. El resto de la galaxia los considera inocentes, superficiales y arrogantes, habiendo crecido en el único entorno del Espacio Conocido sin peligros inherentes.

- La Luna, bajo el control del mismo gobierno de la Tierra, aunque tiene su propia cultura diferenciada. Los humanos de la Luna son conocidos como Lunies, y tienden a ser muy altos, alcanzando usualmente los 2,40 m de estatura. Frecuentemente se compara su aspecto al de los elfos de Tolkien debido a su físico y su exoticidad.

- Marte, cuarto planeta de nuestro sistema solar y primera colonia planetaria del Espacio Conocido. Los nativos marcianos fueron exterminados por Jack Brennan. Nadie lo visita, ya que los recursos son abundantes en el Cinturón y las lunas de Júpiter.

- El Cinturón de Asteroides posee gran abundancia de recursos minerales fácilmente accesibles debido a la baja o inexistente gravedad de las rocas que los contienen. Originalmente bajo el control de la UN, el Cinturón se declaró independiente tras la creación de Confinement Asteroid, un asteroide con gravedad que permitía la gestación segura de niños, y Farmer's Asteroid, la principal fuente de alimento del Cinturón. Casi de inmediato comenzó una guerra fría entre el Cinturón y la policía tecnológica de la UN. Siguieron varios años de tensión, pero pronto se alcanzó una relación comercial relativamente pacífica que se mantuvo hasta la Primera Guerra Kzin-Humanidad. Los mensajes recibidos de las naves de exploración que declaraban la hostilidad de los alienígenas fueron recibidas por el autoritario y pacifista gobierno de la Tierra como signo de psicosis entre los exploradores. Cuando comenzó la invasión Kzin, la Tierra suprimió todo intento de resistencia, incapaces de creer que fueran hostiles, sino que estaban malinterpretando los mensajes humanos como una amenaza. Finalmente, algunos habitantes del Cinturón desarrollaron una pequeña rebelión en el planeta Mercurio, usando la red de transporte láser solar para destruir a los invasores. Las consecuencias dañaron las relaciones Tierra-Cinturón durante siglos.

- Down, planeta natal de los Grogs. Orbita alrededor de una estrella Tipo K, considerablemente más roja y fría que nuestro sol. Los Grogs, aunque amistosos, son temidos por la humanidad debido a su capacidad telepática de controlar las mentes de los animales (y posiblemente de especies racionales también). Debido a este temor, situaron un generador de campo para un estatorreactor Bussard en una órbita cercana al sol de Down para destruir a la población Grog.

- Jinx, que orbita alrededor de Sirio, es una enorme luna de gas, reducida por las fuerzas centrífugas a una forma de huevo. Posee una gravedad cercana a los límites de lo soportado por los humanos. Los polos no poseen atmósfera, las regiones ecuatoriales son parecidas a Venus (donde los Bandersnatchi), y las zonas intermedias poseen una atmósfera respirable por los humanos. Los polos de Jinx se transforman en una enorme zona de manufactura "al vacío".

- Wunderland es un planeta que orbita alrededor de Alfa Centauri, y fue la primera colonia humana en la historia del espacio conocido. Posee una gravedad 6/10 de la de la Tierra, y es extremadamente agradable para la vida humana. Durante la primera guerra Kzin-Humanidad, Wunderland fue invadido y su población esclavizada por los Kzinti.

## Tecnología
La serie incluye unos cuantos artefactos de "superciencia" que actúan como elementos de las tramas.  
La tecnología de las historias más tempranas en la cronología del Espacio Conocido abundan en elementos como Colectores Bussard, y exploran cómo la tecnología de trasplante de órganos permite el crimen de robo de órganos Organlegging, mientras que las historias más tardías hacen referencia al hipersalto, fuselajes invulnerables, campos de estasis, monofilamentos moleculares, Esferas de Dyson, transfer booths (teletransportadores planetarios), las drogas de longevidad, y los tasp, capaces de estimular a distancia el centro de placer del cerebro.
El impacto de ciertas invenciones y tecnologías dentro de una sociedad son un tema recurrente en la narrativa de Niven. Por ejemplo, la adicción a la estimulación eléctrica del cerebro da como resultado cabezas de cables, o los efectos indeseables en el comportamiento humano a partir de la tecnología de teletransportación.